# Vulgar (álbum)
Vulgar (estilizado como VULGAR) es el cuarto álbum, sexto contando los EP, de la banda de metal DIR EN GREY lanzado el 10 de septiembre del 2003 en Japón y el 21 de febrero del 2006 en Europa. VULGAR es el primer álbum de la banda en el que aparecen las composiciones de las canciones como de la banda, anteriormente, las canciones eran acreditadas al miembro de la banda que la compuso.

## Canciones
| N.º | Título                                                       | Duración |  |
| 1.  | «audience KILLER LOOP»                                       | 03:39    |  |
| 2.  | «THE IIID EMPIRE»                                            | 03:05    |  |
| 3.  | «INCREASE BLUE»                                              | 03:46    |  |
| 4.  | «蝕紅» (Shokubeni)                                           | 04:20    |  |
| 5.  | «砂上の唄» (Sajou no Uta)                                    | 03:14    |  |
| 6.  | «RED...[em]»                                                 | 05:01    |  |
| 7.  | «明日無き幸福、呼笑亡き明日» (Asu Naki Koufuku, Koenaki Asu) | 03:31    |  |
| 8.  | «MARMALADE CHAINSAW»                                         | 04:13    |  |
| 9.  | «かすみ» (Kasumi)                                            | 04:20    |  |
| 10. | «Я TO THE CORE»                                              | 01:47    |  |
| 11. | «DRAIN AWAY»                                                 | 04:06    |  |
| 12. | «NEW AGE CULTURE»                                            | 03:19    |  |
| 13. | «OBSCURE»                                                    | 03:59    |  |
| 14. | «CHILD PREY»                                                 | 03:52    |  |
| 15. | «AMBER»                                                      | 04:48    |  |